# ناحیه سوابی
ناحیه سوابی (به انگلیسی: Swabi District) یک ناحیه در پاکستان است که در صوابی، پاکستان واقع شده‌است. ناحیه سوابی ۱٬۵۴۳ کیلومتر مربع مساحت و ۱٬۶۲۴٬۶۱۶ نفر جمعیت دارد.